# Irena Bogoczová
Irena Bogoczová (ur. 7 września 1961 w Czeskim Cieszynie) – czeska językoznawczyni, slawistka. Do jej zainteresowań naukowych należą: słowiańskie językoznawstwo diachroniczne i porównawcze, dialektologia, socjolingwistyka, komunikacja językowa, bilingwizm, interferencja.

## Życiorys
Wykształcenie podstawowe i średnie zdobyła w szkołach z polskim językiem nauczania na Zaolziu. W 1985 roku skończyła studia slawistyczne w zakresie filologii rosyjskiej i serbsko-chorwackiej na Uniwersytecie w Brnie. Stopień doktora nauk humanistycznych uzyskała w 1995 roku na Uniwersytecie Opolskim na podstawie pracy doktorskiej z zakresu socjolingwistyki. Stopień docenta w dziedzinie filologia słowiańska uzyskała na Uniwersytecie Palackiego w Ołomuńcu.
Po studiach została zatrudniona w Instytucie Języka Czeskiego Akademii Nauk Republiki Czeskiej. Następnie pracowała na Wydziale Filozoficznym Uniwersytetu Ostrawskiego kolejno w: Zakładzie Badań Etnikum Polskiego w Republice Czeskiej, Katedrze Języka Czeskiego i Katedrze Slawistyki, gdzie zatrudniona jest do dzisiaj. Współpracowała z Uniwersytetem Śląskim w Katowicach, prowadząc zajęcia z gramatyki opisowej i historii języka dla studentów filologii słowiańskiej.
W obrębie jej zainteresowań badawczo-dydaktycznych znajdują się: słowiańskie językoznawstwo diachroniczne i porównawcze, dialektologia, socjolingwistyka, komunikacja językowa, bilingwizm i interferencja. Ponadto interesuje się zagadnieniami związanymi z potocznym językiem mówionym, świadomością językową i etniczną oraz relacjami między językiem i kulturą. Szczególną uwagę poświęca sytuacji językowej w czeskiej części Śląska Cieszyńskiego.
W 2016 roku brała udział w VI Światowym Kongresie Polonistów, gdzie w ramach sekcji poświęconej językowi polskiemu jako obcemu przedstawiła wraz z Urszulą Kolberovą referat pt. Językowe i kulturowe podstawy kompetencji komunikacyjnej uczniów szkół mniejszościowych w Republice Czeskiej.

## Członkostwo
Komisja Socjolingwistyki afiliowana przy Międzynarodowym Komitecie Slawistów.

## Publikacje
- Bogoczová I., Bortliczek M., Gwarowe i niegwarowe kreowanie obrazu świata (na podstawie materiału językowego Zaolzia), [w:] Pograniczność i pogranicza w perspektywie nauk społecznych i humanistycznych, Opole: Uniwersytet Opolski, 2015, s. 131–155. ISBN 978-83-7395-644-5.
- Bogoczová I., Bortliczek M., Jazyk příhraničního mikrosvěta / Język przygranicznego mikroświata: (Běžná mluva Těšínanů v ČR / Mowa potoczna mieszkańców Zaolzia), Ostrawa: Uniwersytet Ostrawski, 2017. ISBN 978-80-7464-900-4.
- Bogoczová I., Interferencja i kreatywność językowa jako wynik deficytu językowego dwujęzycznych użytkowników polszczyzny po czeskiej stronie granicy państwowej, [w:] Słowo w dialogu międzykulturowym, Kraków: Tertium, 2010, s. 171–186. ISBN 978-83-61678-12-0.
- Bogoczová I., Language policy in the Czech Republic in the context of the situation in Slavic-speaking territories, Ostrawa, Uniwersytet Ostrawski, 2021. ISBN 978-80-7599-226-0.
- Bogoczová I., Polacy za Olzą. Wielokulturowa i wielojęzykowa codzienność, [w:] Mniejszości etniczne i ich pogranicza. Szkice tożsamościowe, red. A. Kożyczkowska, M. Szczepska-Pustkowska, Gdańsk: Uniwersytet Gdański, 2020, s. 205–215. ISBN 978-83-8206-160-4.
- Bogoczová I., Polszczyzna za Olzą, Ostrawa: Uniwersytet Ostrawski, 2018. ISBN 978-80-7464-990-5. [KL1]
- Bogoczová I., Kolberová U., Językowe i kulturowe podstawy kompetencji komunikacyjnej uczniów polskich szkół mniejszościowych w Republice Czeskiej, [w:] Polonistyka na początku XXI wieku. Diagnozy, koncepcje, perspektywy. T. 6: Języki i kultury w kontakcie, red. J. Malejka, Katowice: Wydawnictwo Uniwersytetu Śląskiego, 2018, s. 306–318. ISBN 978-83-226-3586-5. Tom dostępny online [dostęp 2021-04-08].
- Raclavská J., Bogoczová I., Multietniczność Śląska Cieszyńskiego oraz jej przejawy w języku i kulturze, [w:] Dokąd zmierzasz, humanistyko? (1), red. J. Szarlej, B. Tomalak, Bielsko-Biała: Akademia Techniczno-Humanistyczna w Bielsku-Białej, 2020, s. 111–122. ISBN 978-83-66249-33-2.